# I Don't Do Surprises
I Don't Do Surprises è il singolo di debutto del cantautore australiano Axle Whitehead pubblicato l'8 marzo 2008 come primo estratto dal suo unico album in studio Losing Sleep.

## Successo internazionale
Il singolo ottenne grande successo in Australia.